# トレントンの戦い
トレントンの戦い（トレントンのたたかい、英: the Battle of Trenton）は、アメリカ独立戦争中の1776年12月26日にニュージャージー州トレントンで起こったアメリカ大陸軍と、主にドイツ人傭兵部隊で構成されるイギリス軍との戦いである。デラウェア川の向こうに撤退していたジョージ・ワシントン将軍の率いる大陸軍が、悪天候の中危険を伴う渡河をして、トレントンに駐屯していたドイツ人傭兵部隊にその主力をぶつけることができた。戦闘そのものは短時間で終わり、大陸軍がほとんど損失を受けなかったのに対し、ドイツ人傭兵部隊のほぼ全軍が捕獲された。この戦闘の結果、萎縮していた大陸軍の士気は上がり、再徴兵もやりやすくなった。
大陸軍はそれまでにニューヨークで幾度も敗北を味わい、ニュージャージーを抜けてペンシルベニアまでの撤退を余儀なくされていた。軍隊の士気は低く、これを救うためには年が暮れるまでに積極的な行動をする必要性を感じた総司令官のワシントンは、クリスマスの夜にデラウェア川を渡り、ドイツ人傭兵部隊を包囲する作戦を案出した。
川は氷のような冷たさであり、渡河は危険なものだった。3つに分けた部隊のうち2つは渡河できず、ワシントンはその2,400名の部隊だけで攻撃に向かうことになった。大陸軍は渡河地点から9マイル (14 km) 南に行軍してトレントンに向かった。ドイツ人傭兵部隊は大陸軍の攻撃からは安全だと考えてその守りを緩め、夜明けの歩哨すら置いていなかった。クリスマスの大騒ぎの後で眠りに就いたままだった。ワシントンは油断しているドイツ人傭兵部隊に迫り、抵抗できるまえに捕捉した。1,500名いた守備隊のほぼ3分の2が捕まり、幾らかの兵士がアッサンピンク・クリークを渡って逃げ出した。
この戦闘そのものは小規模だったが、その影響は植民地中で大きなものになった。1週間前は革命そのものが疑われ、軍隊は崩壊の瀬戸際にあるように見えた。しかし、この戦いでの勝利により、兵士達は軍隊に留まることに合意し、新兵も加わることになった。

## 背景
この戦闘の前まで、アメリカの士気は極めて低かった。大陸軍はイギリス軍とドイツ人傭兵部隊の連合にニューヨークから追い出され、ニュージャージーを越えての撤退を余儀なくされていた。ロングアイランドの戦いの時に居た大陸軍兵士の90％は立ち去った。独立の大義が失われたと感じた者は脱走した。大陸軍総司令官のワシントンは幾らかの疑念を表明していた。ワシントンはバージニアの従兄弟に宛てて、「獲物は直ぐ近くにいると思う」と書き送った。
ニュージャージー西部の当時は小さな町だったトレントンはヨハン・ラール大佐率いるドイツ人傭兵部隊3個連隊、その数1,400名に占拠されていた。 ワシントン軍は2,400名だった。ナサニエル・グリーン少将、ヘンリー・ノックス准将およびジョン・サリバン少将の補佐を受けていた。

## 前哨戦

### 大陸軍の作戦

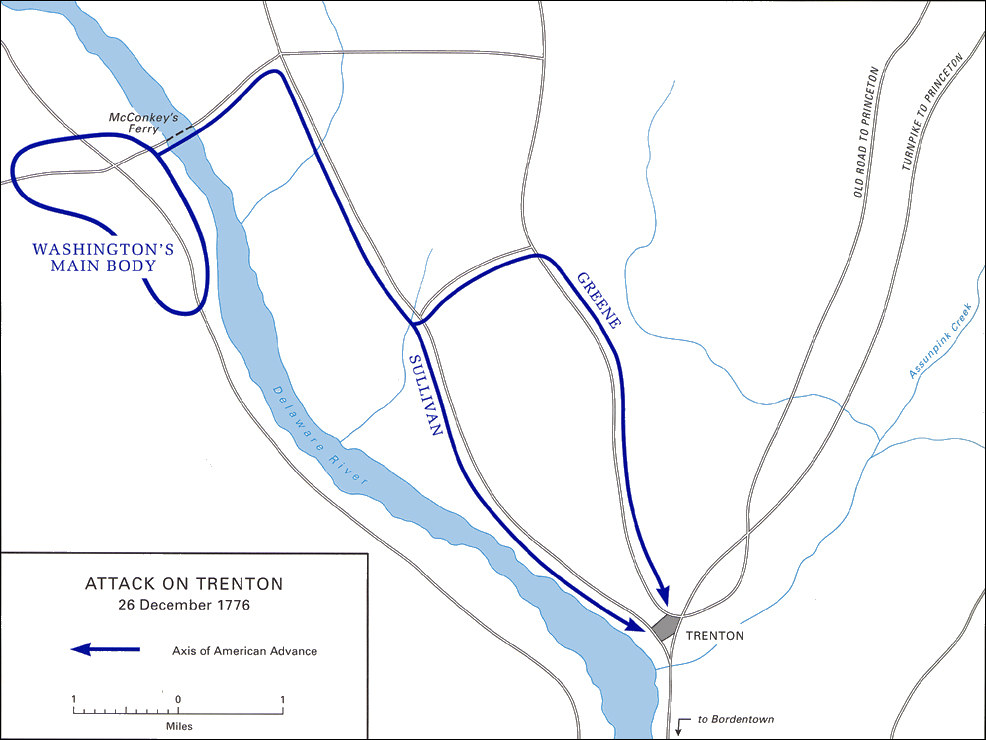
ワシントン配下の大陸軍の策戦

大陸軍の策戦は3方向から協働した攻撃を掛けることに掛かっていた。ジョン・キャドワラダー将軍はニュージャージーのボーデンタウンでイギリス守備隊に対して陽動攻撃を掛け、援軍を送れないようにすることだった。ジェイムズ・ユーイング将軍は700名の民兵隊を率いて渡河し、トレントン渡し場で上陸してアッサンピンク・クリークに架かる橋を確保すれば、敵の退路を塞ぐことができるはずだった。攻撃の主力部隊は2,400名であり、トレントンの北9マイル (14 km) でデラウェア川を渡って2つに分かれ、1隊はグリーン、1隊はサリバンが率いて夜明け前の攻撃を掛けることになった。サリバン隊は町の南から、グリーン隊は北から攻撃することとした。この策戦の成功如何によっては、ニュージャージーのプリンストンやニューブランズウィックへの攻撃で追撃を掛けられる可能性があった。
この戦闘の前の週には、大陸軍の先遣隊が敵の騎兵偵察隊の待ち伏せを始め、伝令の騎手を捕まえ、ドイツ人哨兵を攻撃していた。これは大変効果があったので、ドイツ人傭兵部隊指揮官はプリンストンにいるイギリス軍指揮官に送る文書を守るために、100名の歩兵と1門の大砲からなる派遣部隊を送る必要があった。ワシントンはユーイング将軍とそのペンシルベニア民兵隊にドイツ人傭兵部隊の動きと配置に関する情報を掴むよう命令した。ユーイングそうする代わりに川を3度渡って襲撃することに成功した。12月17日と18日には猟兵の前進基地を襲い、21日には幾つかの家屋に火を付けた。ワシントンはデラウェア川沿いにある宿営地に近いあらゆる渡河可能地点を日夜見張れという命令も出していた。これは、イギリス軍指揮官ハウ将軍が、川が凍った場合にフィラデルフィアに攻撃をかけてくることになると考えたからだった。
12月20日、2,000名の兵士が新たに到着してワシントン軍に合流した。これはチャールズ・リー将軍の指揮下にあった兵士であり、リーが捕虜になったときはニュージャージー北部を横切って撤退中だった。同日、さらに800名の部隊がホレイショ・ゲイツの指揮でタイコンデロガ砦から到着した。

### ドイツ人傭兵部隊の動き

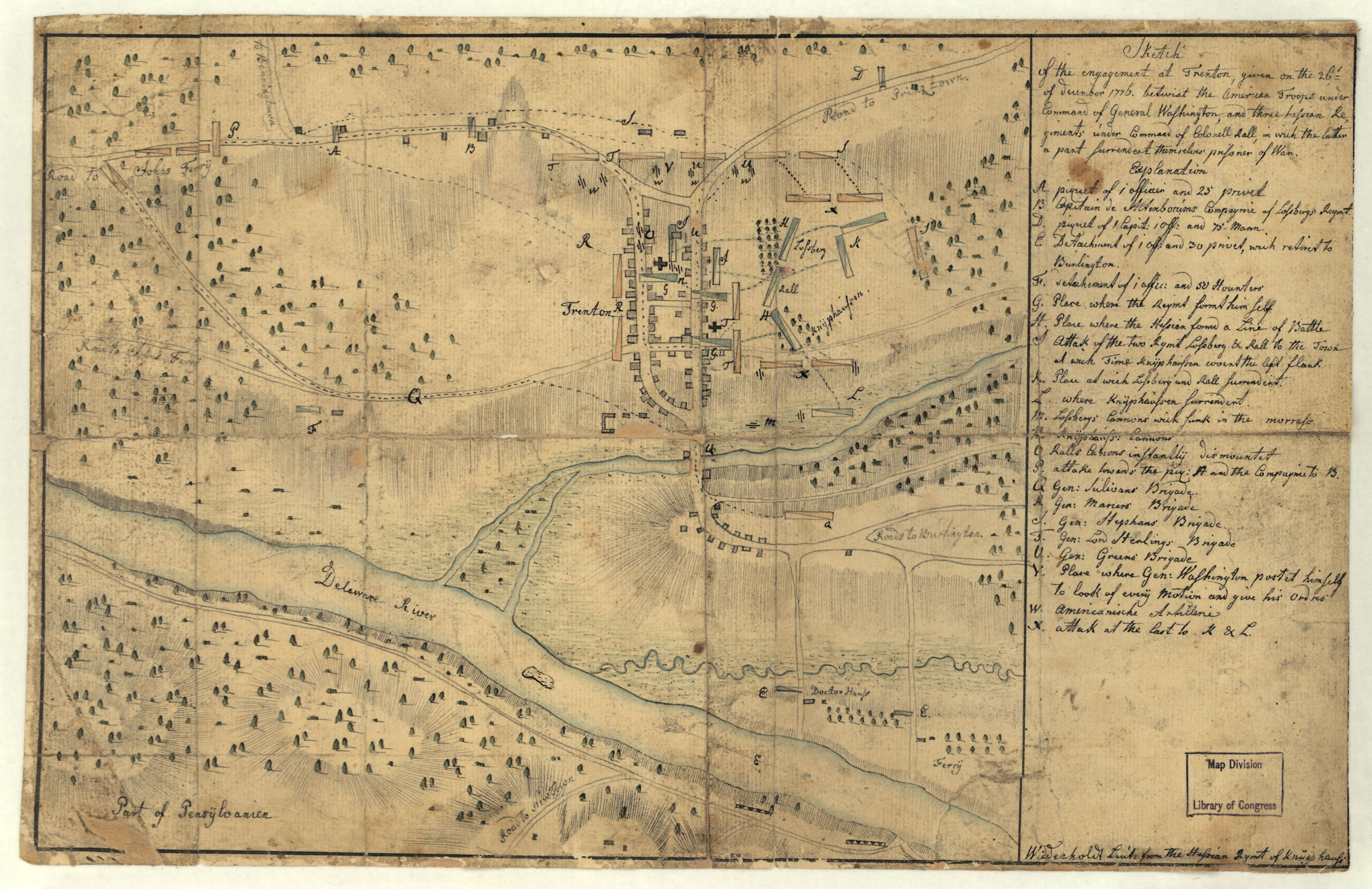
ドイツ人傭兵のスケッチによるトレントンの戦いの地図

ドイツ人傭兵部隊は12月14日にトレントンに到着した。トレントンにはキング通り（現在のウォーレン通り）とクィーン通り（現在のブロード通り）という2つの主要な通りがあり、約100軒の家屋があった。ラールの上官カール・フォン・ドノープは12月22日に南のマウントホーリーに向けて進軍し、ニュージャージーにおける抵抗勢力に対応し、23日にはアイアンワークスヒルの戦いでニュージャージー民兵隊を駆逐していた。
ドノープはラールを嫌っており、トレントンでの指揮をラールに任せることを躊躇した。ラールは騒々しく、酒飲みであり、現地の言葉に通じていないと分かっていたが、戦闘経験の豊富な56歳の軍人でもあった。ラールはイギリス軍指揮官ジェイムズ・グラント将軍に援軍を要請したが却下されていた。グラントは大陸軍をひどく蔑視しており、援軍を送らなかった。トレントンに駐屯していたドイツ人傭兵部隊の面々は、その指揮官が経験豊富であったにも拘わらず、人間性を好いてはいなかった。彼等はラールがあまりに立派すぎて成功する軍隊指揮官としては冷酷になれないと考えていた。ラールの士官達は「彼の人生に対する愛はあまりに大きくて、まず自分のことを考え、その次が他人のことになる。そのためにしっかりとした決断をすることができない。」と言ってこぼしていた。ラールは懸命に働くことを避け、部隊の慰安についてはほとんど関心を示さなかった。
トレントンの町は、アメリカの開拓地の常と同じく防壁も防御工作物も無かった。ドイツ人傭兵部隊士官の中にはラールに町に防御を施すよう進言した者がおり、工兵技師の2人は町の上流側に堡塁を建設し、川に沿って防御工作を行うべきことを忠告した。技師達は図面を描き上げるまでしたが、ラールが同意しなかった。ラールが再度町の防御を施すよう促されたとき、ラールは「くだらない！来たらいいさ。...銃剣で十分だ」と答えたという。
クリスマスが近付いてくると、ロイヤリストが町に来て大陸軍が何かを企んでいると報告した。何人かの大陸軍脱走兵ですら、川を渡るための食料が準備されているとドイツ人傭兵部隊に告げてもいた。ラールはこれらの話を無意味なものとして表だっては無視したが、個人的には上官に宛てた手紙で、目前に迫った敵の攻撃を心配していると表明していた。ラールはドノープに宛てて、「いつでも攻撃される可能性がある」と記した。ラールはトレントンが「防御不能」であると言い、トレントンに近くアメリカ軍の攻撃から道路を確保しておくことのできるメイドンヘッドにイギリス軍の駐屯地を置くことを求めた。その要請は却下された。大陸軍がドイツ人傭兵部隊の供給線を邪魔するようになると、ラールの士官達も同じ恐れを共有した。ある者は「ここへ来て以来一晩も平和に眠ったことがない」と記した。12月22日、1人のスパイがグラントに、ワシントンが作戦会議を招集したと報告し、グラントはラールに「守りに注意せよ」と告げた。
1,500名いたドイツ人傭兵部隊は3個連隊で分けられており、クニプハウゼン、ロスバーグおよびラールが各連隊を指揮した。その夜、天候が悪かったのでいかなる偵察も送り出さなかった。

### 渡河と行軍

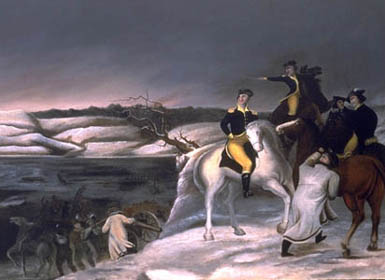
デラウェア川渡河、トマス・サリー画

ワシントンとその軍隊が出発する前に、ベンジャミン・ラッシュが来て将軍を景気づけようとした。ラッシュがそこにいる間に、ワシントンが書いたメモを見付けたが、そこには「勝利もしくは死」と書かれていた。これらの単語は急襲の際の合い言葉になるはずだった。兵士の各々が60発の弾薬と3日分の食料を持った。この軍隊がデラウェア川岸に到着したときは既に予定より遅れており、頭上では雲が集まり始めていた。雨が降り始め、それが霰に変わり、最後は雪になった。それでも大陸軍はヘンリー・ノックスの全体指揮で川を渡り始めた。兵士達はダーラム・ボートに乗り、馬や大砲は大きな渡し船に乗せて渡した。ジョン・グロバーの第14大陸連隊が船を漕いだ。渡河途中で、ジョン・ハスレット大佐など何人かが船から落ちた。ハスレットは直ぐに水中から引き上げられた。渡河中の死者は出なかった。大砲も全て良い状態で渡すことができた。
約40名の小さな歩兵分遣隊2隊が主力の前衛を務めるよう命令された。その任務は主力の前に障害物を置くことであり、また出くわす者、あるいは町から出ようという者はだれでも捕虜に取ることだった。1隊はトレントンの北に派遣され、1隊はデラウェア川に沿って南にトレントンに向かう川沿い道を閉鎖するために派遣された。
悪天候のためにニュージャージー側への上陸が遅れ、深夜12時には終わると思っていたものが午前3時まで掛かったので、ワシントンは夜明け前の攻撃が不可能だろうと考えた。大陸軍にとってもう一つ痛手だったのは、キャドワラダーとユーイング両将軍が悪天候のために攻撃に加われなくなったことだった。
午前4時、トレントンへの行軍を始めた。その途中で市民数人が志願兵として加わり、地形に詳しかったのでガイドとして誘導した。風上に向かって1.5マイル (2.4 km) 進んだ後でベア酒場に着き、そこから右に折れた。道は滑りやすかったが、平坦であり、馬や大砲には好都合だったので、楽な時間帯となった。間もなくジェイコブズ・クリークに至り、艱難辛苦しながらそれを越えた。2つの部隊はバーミンガムに到着するまで共に行動し、そこから2つに分かれた。その後間もなくベンジャミン・ムーアの家に到着し、ムーア家の家族がワシントンに食べ物や飲み物を供した。この時点で最初の曙光が見え始めた。兵士達の多くはブーツを持っていなかったので、ボロ切れを足に巻いていた。兵士の何人かは足から血を流し、雪を赤く染めた。この行軍中に2名の兵士が死んだ。
ワシントンは部隊が行軍中に馬でその隊列を行ったり来たりし、兵士達が歩き続けられるよう鼓舞した。行軍中にサリバンがワシントンに伝令を送って、天候のために発砲が難しくなっていると告げた。ワシントンは「サリバン将軍に銃剣を使うよう伝えてくれ。私はトレントンを奪ることに決めた。」と返事させた。
町の外約2マイル (3 km) の地点で、主力部隊は先遣隊と合流した。そこで50名の武装した男達が現れたが、彼等はアメリカ人であることが分かった。彼等はアダム・スティーブンが率いており、トレントン攻撃策戦を知らず、それ故にドイツ人傭兵部隊の前哨基地を攻撃していた。ワシントンはドイツ人傭兵部隊が全て守りに就いてしまうことを恐れたので、怒ってスティーブンに「君！君、彼等を守りに就かさせることで、私の策戦がだめになったかもしれない」と叫んだ。これにも拘わらず、ワシントンはトレントンへの前進を続けるよう命令した。ラールはスティーブン隊の攻撃がグラントの警告していたものだと考え、その日はそれ以上行動がないものと信じていたので、大陸軍にとっては有利に働くことになった。

## 戦闘

### 大陸軍の攻撃
トレントンの北西約1マイル (1.6 km) のペニントン道路沿い桶屋の所に、ドイツ人傭兵部隊によって前進基地が設けられていた。ワシントンは自ら兵士達の前に馬で進んでその襲撃を率いた。前進基地部隊の指揮官アンドレアス・ヴィーダーホルト中尉が、新鮮な空気を吸うために店から出てきた時に、大陸軍が彼に向かって発砲した。ヴィーダーホルトが「敵だ！」と叫び、他の兵士達が飛び出してきた。大陸軍は彼等に向かって3度一斉射撃を行い、ドイツ人傭兵部隊も1度は応射した。ワシントンは、エドワード・ハンドのペンシルベニア・ライフル銃隊とドイツ語が話せる歩兵の大隊に、プリンストンに向かう道路を塞ぐように命じ、彼等はそこからドイツ人傭兵部隊前哨基地をまさに攻撃した。ヴィーダーホルトは間もなく大陸軍が襲撃隊以上のものであることを認識し、また他のドイツ兵がプリンストン道路を撤退しつつあることを見て、自分も撤退することにした。ドイツ人傭兵部隊は後退しながら発砲し、秩序だった撤退を行った。彼等はトレントンの北外れにある高台まで後退し、そこでロスバーグ連隊の当番中隊と合流した。そこからは緩りと後退しながら発砲し、発砲が途絶えないようにしながら、また家屋や他の建物を遮蔽にしながら大陸軍に応戦した。トレントンの町中に入ると、町の外縁にいた他の守備中隊の支援を受け始めた。デラウェア川の近くにいたもう一つの守備中隊も支援のために東に急行し、川から町に入る道ががら空きになった。ワシントンはプリンストンに向かう逃走路を抑えるよう命じ、歩兵隊を戦闘隊形でその遮断に向かわせ、砲兵隊はキング通りとクィーン通りの上手に陣取らせた。
ジョン・サリバン将軍は南側の大陸軍部隊を率いて放棄された川沿い道からトレントンに入り、アッサンピンク・クリークを渡す唯一の道を抑えた。そこはトレントンから南へ出て行く唯一のルートであり、ドイツ人傭兵部隊が逃げ出すのを遮断できると考えていた。サリバンは少しの間前進を止めて、グリーンの部隊が北側の前進基地からドイツ人傭兵部隊を駆逐する時間があったかどうかを確認した。その後間もなく前進を再開し、フォン・グロスハウゼン中尉指揮下の猟兵隊50名が駐屯しているフィレモン・ディキンソンの家である隠れ家を攻撃した。フォン・グロスハウゼン中尉は猟兵の中から12名を前衛隊に対する戦闘に投入したが、大陸軍が隠れ家に前進して来るのを見たときにはまだ数百ヤード進んだだけだった。フォン・グロスハウゼンは宿営所にとって返し、残りの猟兵達と合流して隠れ家を放棄した。彼等は一斉射撃を行った後に振り向いて走り、ある者はクリークを泳ぎ、ある者はまだ遮断されていなかった橋を渡って逃げた。そこにいた20名のイギリス竜騎兵も同時に逃げ出した。グリーンとサリバンの部隊が町に押し入ると、ワシントンはキング通りとクィーン通りの北にある高台に移動したので、戦闘の様子を見ることができ、その部隊に指示ができた。この頃、デラウェア川対岸にいた砲兵隊からの砲撃が始まり、ドイツ人傭兵部隊の陣地を破壊した。
間もなく警鐘が鳴らされ、ドイツ人傭兵部隊3個連隊が戦闘準備を始めた。ラールの連隊はロスバーグ連隊と共にキング通りの下流側で隊形を作り、クニプハウゼン連隊はクィーン通りの下端に配置した。ラールの旅団副官であるピール中尉が最後にその指揮官を起こし、ラールは工兵隊がその月早くに堡塁を築くはずだった町のメインストリート"V"地点を大陸軍が占領しているのが分かった。ラールはその連隊にキング通り下端に隊列を作るよう命じ、ロスバーグ連隊にはクィーン通りを前進できるように備えさせ、クニプハウゼンの連隊にはラール連隊がキング通りを進む間、予備隊として待機するよう命じた。
2つのメインストリートの上手に陣取った大陸軍の大砲が間もなく砲撃を開始した。これに反応したラールは、ロスバーグ連隊の数個中隊に支援させて、自分の連隊にその大砲を征圧するよう指示した。ドイツ人傭兵部隊は隊列を組み通りを前進し始めたが、その隊形は大陸軍の大砲および通りの左側にある家屋を占領していたマーサー隊からの発砲によって直ぐに破られた。その隊列が崩れるとドイツ兵は逃走した。ラールは続いて2門の3ポンド砲を戦闘に参加させるよう命じた。これらの大砲はなんとかそれぞれ6発の砲弾を発射することができたが、数分も経たないうちにその大砲を操作していた兵士の半分が大陸軍の砲撃で殺された。残っていた砲兵は逃げ出して家屋や塀の影に隠れ、その大砲は大陸軍に奪取された。この大砲の捕獲に続いて、ジョージ・ウィードン指揮下の部隊がキング通りを下って前進した。
クィーン通りでは、ロスバーグ連隊とラール連隊による前進の試み全てが、トマス・フォレスト指揮下の大砲によって撃退された。ドイツ兵の大砲がさらに2門、ほんの4発を放っただけで沈黙させられた。フォレストの榴弾砲のうち1門は車軸が壊れたために使えなくなった。この時点でクニプハウゼン連隊はロスバーグ連隊やラール連隊とは離ればなれになった。ロスバーグ連隊とラール連隊は葡萄弾やマスケット銃弾によって大きな損失を蒙り、町の外の畑まで後退した。町の南ではサリバン指揮下の大陸軍部隊がドイツ人傭兵部隊を圧倒し始めていた。ジョン・スタークがクニプハウゼン連隊に銃剣突撃を敢行し、ドイツ兵の武器が発砲できなかったので抵抗する者の大半を倒した。サリバン自らが1隊を率いてそれ以上誰もクリークを渡って逃げられないようにした。

### ドイツ人傭兵部隊の抵抗が崩壊
畑にいたドイツ人傭兵部隊は再編成を試み、もう一度町を取り返して突破口を開こうとした。ラールは町の北にある高台の大陸軍側面を衝くことに決めた。ラールは「前へ！進め！進め！」と呼びかけ、旅団の鼓笛隊がドイツ兵の気魄を上げるために笛、ラッパや太鼓を鳴らし、ドイツ兵は動き始めた。
ワシントンはこのときまだ高台に居り、ドイツ兵が大陸軍の側面に進んでくるのを見て、その方向に戦闘隊形を作ることができるように部隊を動かした。ドイツ兵2個連隊はキング通りの方向に進み始めたが、3方向から来る大陸軍の大砲に捕まってしまった。大陸軍のある兵士は家屋の中に陣を取り、撃たれにくくしていた。何人かの市民ですらドイツ兵との戦闘に加わった。それにも拘わらずドイツ兵は前進し、捕獲されていた大砲を取り戻した。キング通りの上手にいたノックスはドイツ兵が大砲を取り戻すのを見て、再度奪取を命じた。6名の兵士が走り、短時間の闘争の後で大砲を奪取し、それをドイツ兵の方向に向け直した。ドイツ兵の大半はその大砲を発砲できず、攻撃は止まった。ドイツ兵の隊列が崩れ、散らばり始めた。この時点でラールは致命傷を負っていた。ワシントンが高台から降りてきて部隊を率い、「進め、勇敢な仲間達よ、私に続け！」と叫んだ。ドイツ兵の大半が果樹園の中に後退し、大陸軍が急迫して直ぐに包囲した。ドイツ語を話すアメリカ兵が降伏条件を伝え、ドイツ兵が応じた。
クニプハウゼン連隊の残りはラール連隊と合流するよう命じられたが、誤解のために反対方向に進んだ。彼等は橋を渡って逃げようとしたが、橋が占領されていることが分かった。大陸軍が直ぐに掃討を試み、ドイツ兵の突破口を開こうという試みも失敗した。彼等は橋から遮断されサリバン隊に包囲されて降伏を強いられた。この連隊は旅団の他の部隊よりも数分後に降伏した。

### 損失

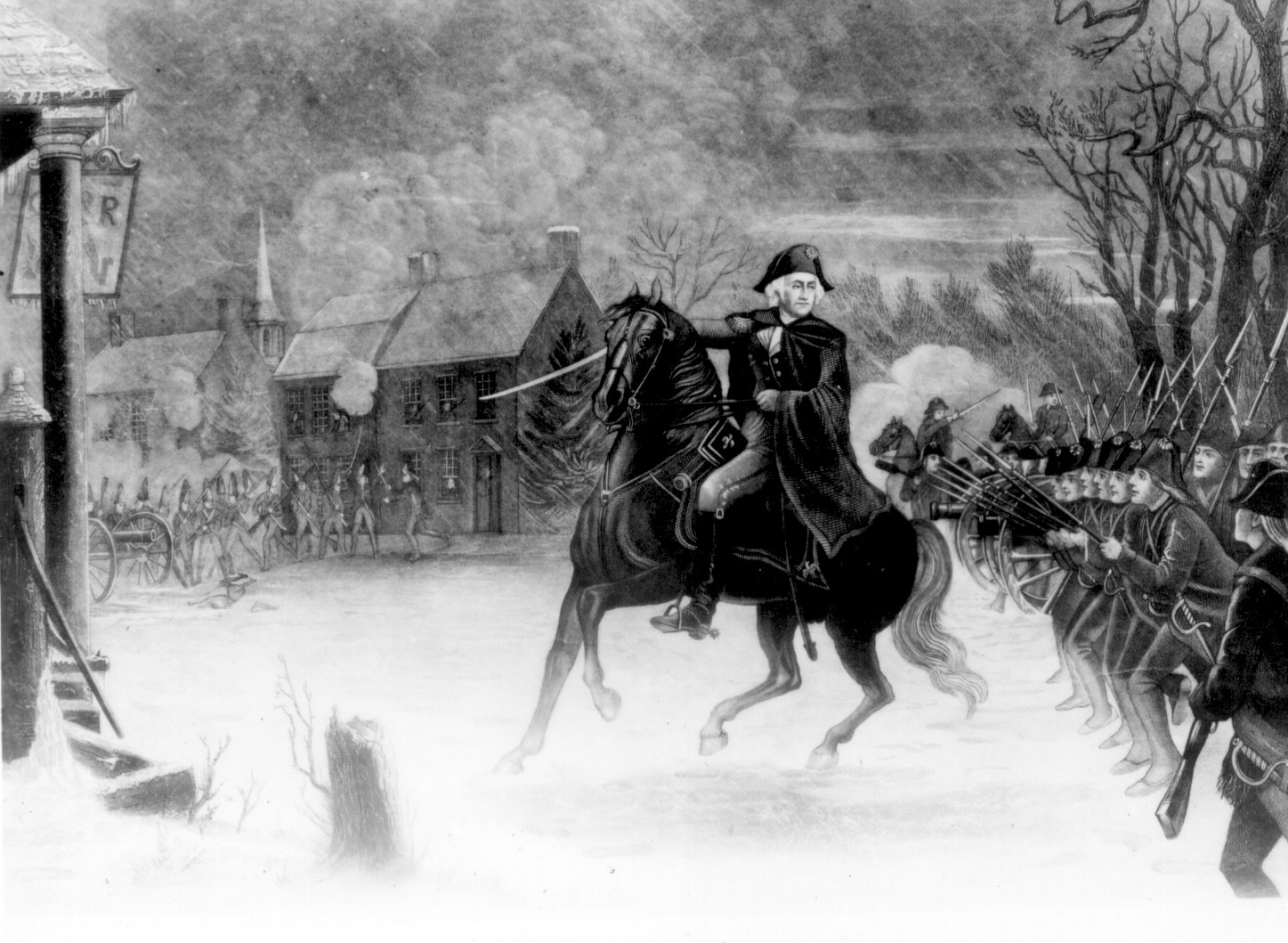
トレントンの戦いでのジョージ・ワシントン、イルマン兄弟の版画、1870年

ドイツ人傭兵部隊は戦死22名、重傷83名、さらに896名が捕虜となった。大陸軍は戦死が2名だけであり、5名が負傷した。しかし、戦いの数日後に疲労、低体温および病気で死んだ者を含めると大陸軍の総損失の方が多いかも知れない。捕虜になったドイツ兵はフィラデルフィア、さらにランカスターに送られ、1777年には再度バージニアまで移動させられた。ラールは致命傷を負い、その日遅くに自分の策戦本部で死んだ。この戦闘に参加したドイツ人の大佐4人全員が戦死した。ロスバーグ連隊は事実上イギリス軍から外された。クニプハウゼン連隊の一部は南に逃げたが、サリバン隊が200名程をその大砲や物資と共に捕獲した。他にも約1,000挺の武器と大陸軍が大いに必要としていた弾薬が捕獲された。

### 神話
ドイツ人傭兵部隊は大陸軍の急襲で驚かされ衝撃を受けた。クリスマスの祝いの結果として酔っていたと一般に信じられている。軍事歴史家のエドワード・G・レンゲルは「ドイツ人は目が眩み、疲れてはいたが、伝説が伝えるように救いようのないくらい酔っていたという事実はない。」と言った。歴史家のデイビッド・ハケット・フィッシャーは「そうではなかった」と言い、この戦闘に参加し、戦闘後にドイツ兵の面倒を見たアメリカ軍人のジョン・グリーンウッドですら、「前夜に1滴でも酒を飲んだのか確認できないし、1片のパンですら食べたのかも分からない」と言ったことを指摘している。しかし、ワシントンの参謀士官の一人は「彼等は大いにドイツ流のクリスマスを楽しみ、疑いもなくその夜は大いに酒を飲み、踊った。彼等は翌朝眠かったことだろう。」と記した。

## 余波
ドイツ人傭兵部隊の降伏に続いて、ワシントンは若い士官の手を掴み、「今日は我が国にとって栄光の日だ」と言ったと伝えられている。しかし彼は間もなくキャドワラダーとユーイングが渡河できず、その疲れ切った2,400名の軍隊を単独で行動させたことを知った。2人の部隊2,600名が居なければ、この時プリンストンやニューブランズウィックまで押し出すことはできないと認識した。
この規模は小さいが決定的な戦闘は、後のカウペンスの戦いと共にその規模には不釣り合いなくらいの効果があった。植民地全体にわたる人々の努力が活性化され、前月にイギリス軍によって作られていた心理的支配感が覆された。ハウ将軍はそこそこのドイツ人傭兵部隊が急襲され、大した抵抗も無いままに圧倒されたことに唖然とさせられた。しかし、フィッシャーは、トマス・ペインやニュージャージー民兵隊が戦闘自体に対したよりもその努力の故だったと主張した。

## その後の経過と遺産

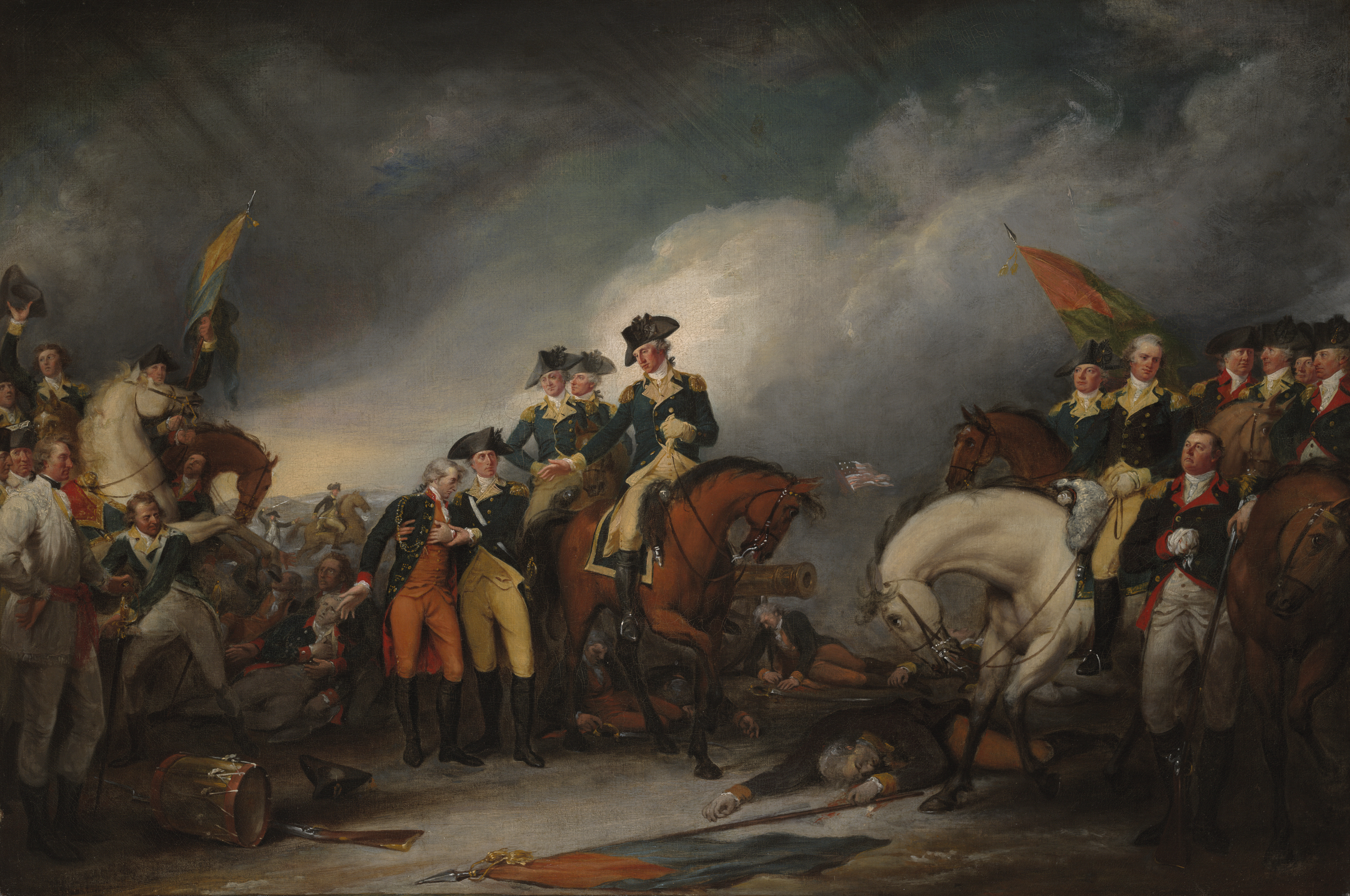
ドイツ人傭兵部隊の降伏

正午までにワシントンの部隊は捕虜と鹵獲品を携えてデラウェア川を越えペンシルベニアに戻った。この戦いは大陸軍がイギリスの正規軍を破ることができるということで大陸会議に新たな自信をもたらした。更に大陸軍に新たな志願兵を募ることもできた。大陸軍は訓練されたヨーロッパの軍隊とその年早くにニューヨークを落とされた時に抱いたドイツ人傭兵部隊に対する恐れを克服した。
大陸軍で著名な士官が負傷した。一人はウィリアム・ワシントン（ワシントン将軍のまたいとこ）であり両手に重傷を負った。もう一人は若き中尉ジェームズ・モンローであり、後のアメリカ合衆国大統領である。モンローはマスケット銃弾で左肩を撃たれ動脈を切断されて出血がひどく戦場から担ぎ出された。軍医のジョン・ライカーが動脈を止血して出血による死を食い止めた。
戦闘に先立つ時間帯のことで、ドイツ系アメリカ人の画家エマヌエル・ロイツェが有名な絵画である『デラウェア川を渡るワシントン』を描く動機になった。この絵ではワシントンがデラウェア川を渡るときに船の上に仁王立ちになっているが、歴史的な正確さと言うよりも象徴的な意味が強いと考える者がいる。なぜならこの時の川水は氷のようであり、危険極まりないものであった。またモンローが持っている旗は戦いの6ヶ月後に作られたものである。さらに渡河は夜明け前に行われている。ワシントンが立っていたことを疑う者も多いが、歴史家のフィッシャーは、この渡河が嵐の中で行われたので、船で座っていたら氷水に浸かっているようなものだったから立っていたのだと主張した。それにも拘わらずこの絵は合衆国の歴史の象徴になってきた。
トレントンの「ファイブポインツ」に立つトレントンの戦い記念碑は、この大陸軍にとって重要な勝利を記念するものとして建てられた。デラウェア川渡河と戦闘は毎年再現されている。
A&Eネットワークの2000年の映画「渡河」はワシントン役でジェフ・ダニエルズを配し、渡河の様子、戦闘の準備と戦闘そのものを映し出した。